# Josias Braun-Blanquet
Josias Braun-Blanquet, född 3 augusti 1884 i Chur, Schweiz, död 20 september 1980 i Montpellier, Frankrike, var en schweizisk fytosociolog och botaniker. Han var från 1930 chef för Station Internationale de Géobotanique Mediterranéenne et Alpine (SIGMA) i Montpellier, och var 1944-1956 teknisk direktör för Service de la Carte des Groupements Végétaux de la France du CNRS i Paris. Han invaldes 1961 som utländsk ledamot av svenska Vetenskapsakademien.

## Biografi
Braun-Blanquet var son till statstjänstemannen Jakob Braun och hustrun Elizabeth Kindschi. Efter affärsstudier började han sina egna studier av botanik i de schweiziska Alperna innan han studerade ämnet vid Zürichs universitet, där han undervisades av de berömda schweiziska botanikerna Eduard Rübel och Carl Schroeter. I Genève, där han bodde 1907 och 1908, undervisades han av Casimir de Candolle, son till Alphonse de Candolle, och av John Briquet. Briquet låg också bakom antagandet av den botaniska nomenklaturens internationella regler. Detta intresse för systematik ledde till Braun-Blanquets efterföljande studier om taxonomi i växtgemenskapen.

## Karriär
Efter doktorsexamen 1915 vid Montpelliers universitet var Braun-Blanquet assistent till Eduard Rübel 1915-1922. Han tillträdde därefter en tjänst som lektor vid universitetet i Zürich där han arbetade fram till 1926. Åren 1930-1980 var han chef för International Station for Alpine and Mediterranean Geobotany (SIGMA) i Montpellier, Frankrike, där han 1932 publicerade sin Plant Sociology; The Study of Plant Communities. År 1948 grundade han och blev förste redaktören för Vegetatio och samma år publicerade han sin La Végétation Alpine des Pyrénées Orientales.

## Vetenskapligt arbete
I Josias Braun-Blanquets avhandling, handledd av Charles Flahault, arbetade han med fytosociologin i södra Cévennes. Därefter etablerade han det moderna sättet att klassificera vegetation enligt floristisk komposition. Det är detta som gör honom till en av de mest inflytelserika botanikerna fram till idag. 
Braun-Blanquets sätt att klassificera ett växtsamhälle använder det vetenskapliga namnet på dess mest karakteristiska art som namne, ändrar slutet på det generiska namnet till "-etum" och behandlar det specifika epitetet som ett adjektiv. Således blir en viss typ av mesotrofisk gräsmark utbredd i Västeuropa och dominerad endast av knylhavre (Arrhenatherum elatius) Arrhenatheretum elatioris. (Br.-Bl.)

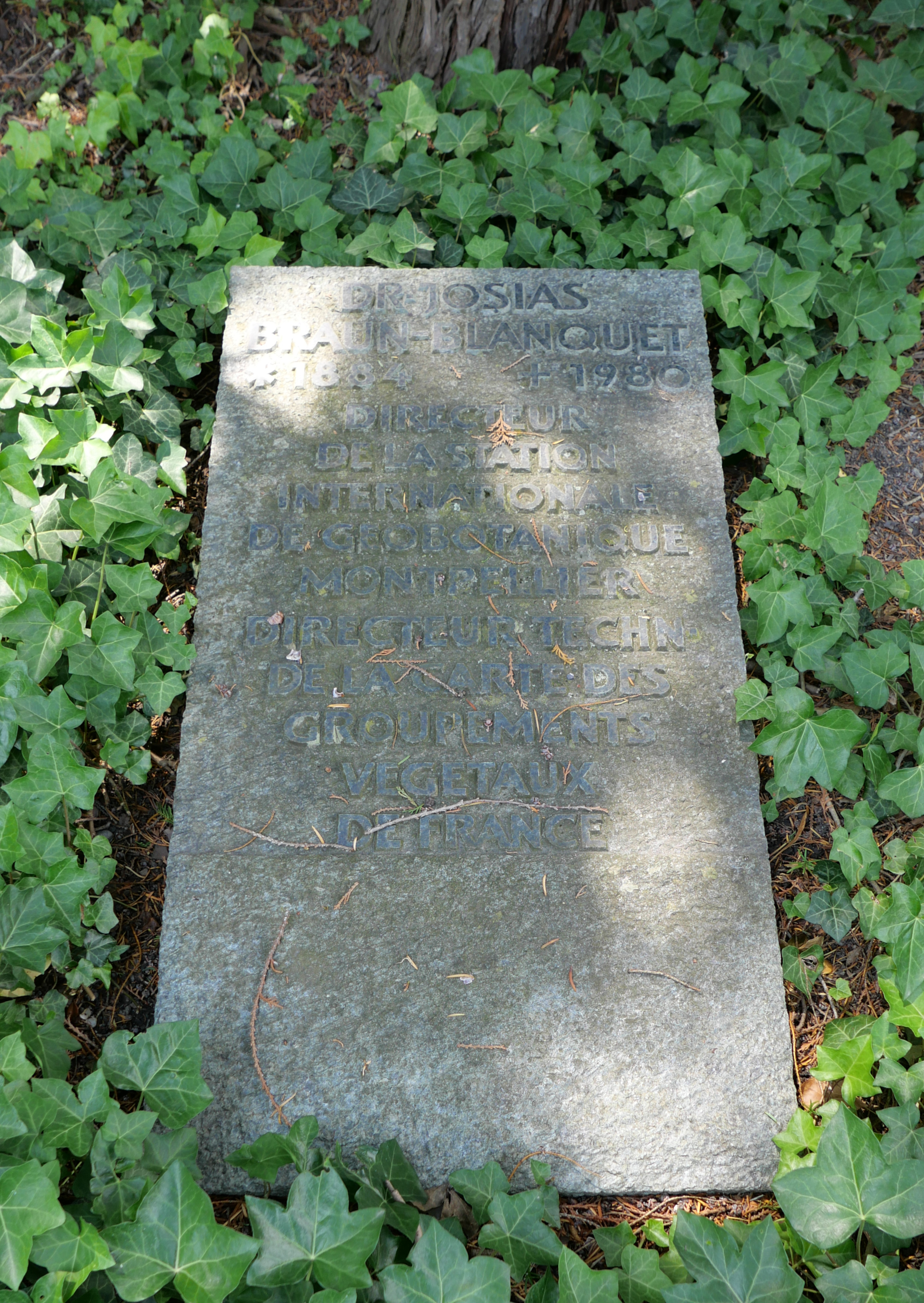
Braun-Blanquets grav på Daleu-kyrkogården i Chur.

För att skilja mellan liknande växtsamhällen som domineras av samma art ingår andra viktiga arter i namnet som annars bildas enligt samma regler. En annan typ av mesotrofisk betesmark – också utbredd i Västeuropa men dominerad av svartklint (Centaurea nigra) och crested dog's-tail (Cynosurus cristatus) – heter följaktligen Centaureo-Cynosuretum cristati. (Br.-Bl. & Tx.) 
Om den andra arten är karakteristisk men särskilt mindre dominerande än den första, kan dess släktnamn användas som adjektiv, till exempel i Pterocarpetum rhizophorosus, en typ av tropisk buskmark nära vatten som har riklig Pterocarpus officinalis och betydande (men inte överväldigande framträdande) amerikansk mangrove (Rhizophora mangle).
Standardförfattareförkortningen Braun-Blanq. används för att ange denna person som författare när man citerar ett botaniskt namn.